# Jason Naismith
Jason Naismith (* 25. Juni 1994 in Paisley) ist ein schottischer Fußballspieler, der beim Zweitligisten Cove Rangers unter Vertrag steht.

## Karriere

### Verein
Jason Naismith wurde in Paisley etwa 10 Kilometer westlich von Glasgow geboren. Seine Karriere begann er in seiner Geburtsstadt beim FC St. Mirren. Als Teil der U19-Mannschaft des Verein debütierte er am 25. Februar 2012 als Profi, nachdem er im Spiel der Scottish Premier League gegen den FC Aberdeen für Marc McAusland eingewechselt worden war. Nach einem weiteren Ligaeinsatz für die Saints im März gegen Hibernian Edinburgh wurde der junge Naismith ab Juli 2012 für ein halbes Jahr an den schottischen Zweitligisten Greenock Morton verliehen. Ab Februar spielte er Leihweise beim Ligakonkurrenten von Morton, dem FC Cowdenbeath.
Nach seiner Rückkehr nach Paisley wurde Naismith Stammspieler bei den Saints. In der Saison 2014/15 stieg er mit seinem Heimatverein in die Zweitklassigkeit ab. Mit 38 Ligaspielen absolvierte er als einziger Spieler im Kader des Clubs alle Saisonspiele. Nach zwei Jahren in der 2. Liga in der er verletzungsbedingt weniger zum Einsatz kam, wechselte er im Januar 2017 zu Ross County. Bei dem Verein aus den Highlands blieb er bis zum Juli 2018, bevor es nach England zu Peterborough United weiterging. In seiner ersten Spielzeit kam er auf 43 Ligaspiele und ein Tor. Mit Tabellenposition sieben und einen Punkt Rückstand wurden die Play-offs um den Aufstieg in die zweite Liga verpasst.
Im September 2019 wurde der Außenverteidiger an den schottischen Erstligisten Hibernian Edinburgh verliehen. Nach insgesamt 14 Pflichtspielen fiel er ab Januar 2020 durch eine Knieverletzung aus die er sich in der 4. Runde des schottischen Pokals gegen Dundee United zugezogen hatte.

### Nationalmannschaft
Jason Naismith repräsentierte insgesamt vier verschiedene Juniorenmannschaften von Schottland. Sein Debüt gab er im Jahr 2011 in der schottischen U17 gegen die Slowakei. Im Jahr 2012 spielte er einmal in der U18 gegen Serbien und absolvierte zwei Spiele in der U20. Im November 2014 kam ein Einsatz für die U21 gegen die Schweiz hinzu.